# Gouffre des Hirondelles

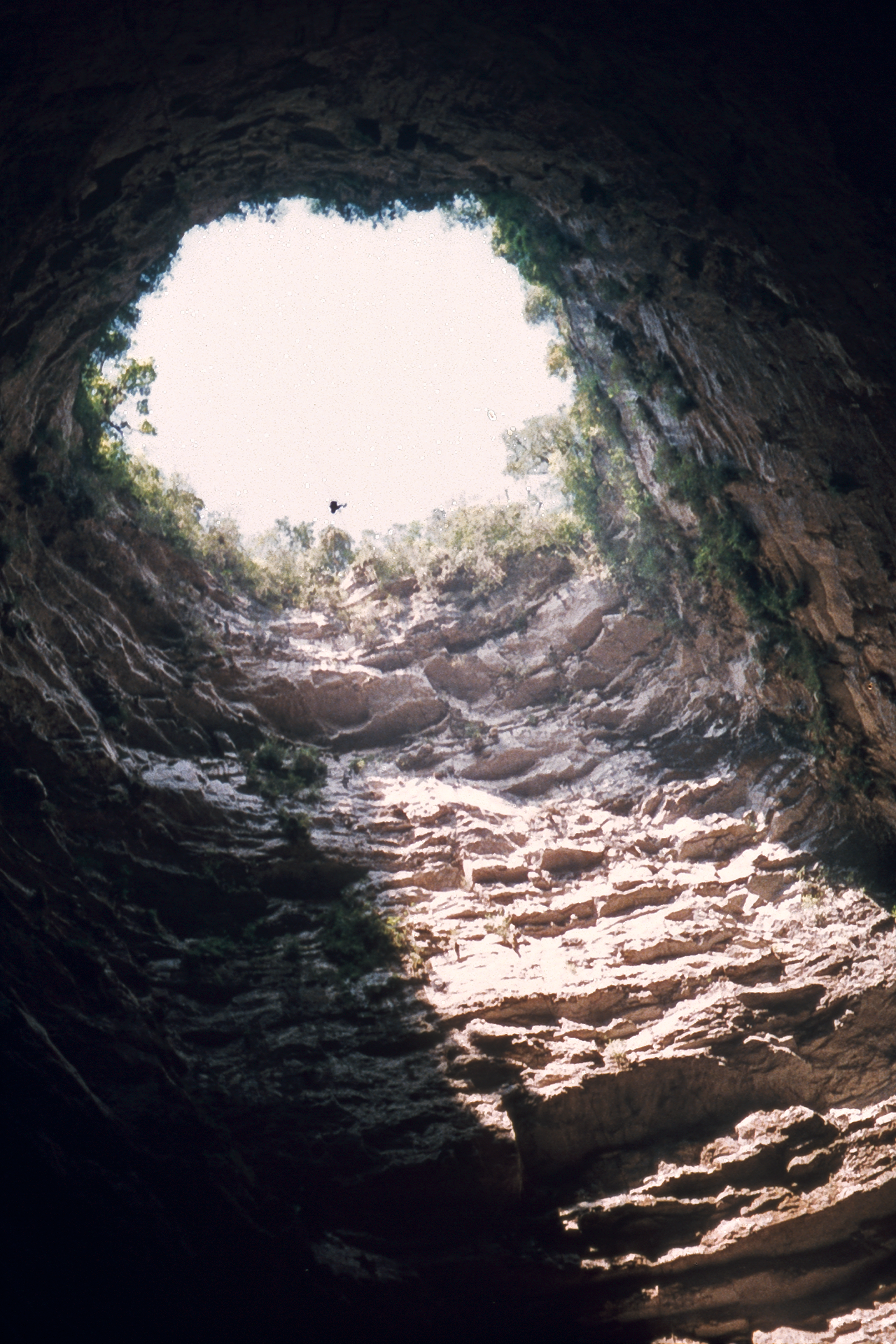
Descente d'un spéléologue dans le puits d'entrée.

Le gouffre des Hirondelles (en espagnol : Sótano de las Golondrinas) est l'un des plus grands gouffres au monde s'ouvrant à la surface du sol. 
Il s'appelle ainsi car c'est un abri naturel pour de nombreuses espèces d'oiseaux et à l'aube, une foule impressionnante de martinets noir et d'apodidés y plonge.

## Localisation
Le gouffre des Hirondelles est situé sur le territoire de la commune d'Aquismón, dans l'État de San Luis Potosí au Mexique.

## Découverte
Le gouffre était connu depuis toujours par les Huaxtèques. 
La première exploration documentée date du 27 décembre 1966. Elle fut réalisée par T.R. Evans, Charles Borland et Randy Sterns[réf. nécessaire].

## Topographie

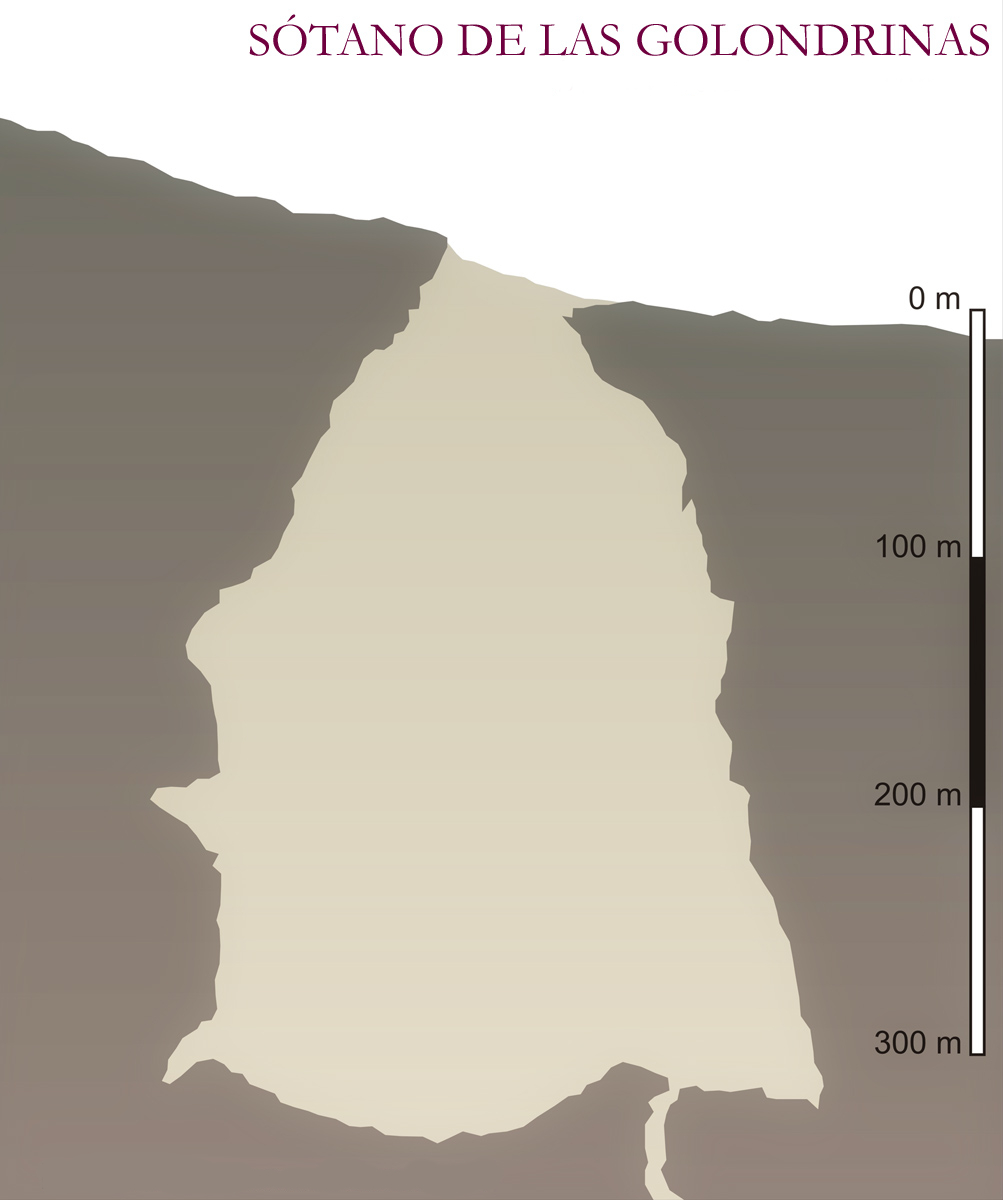
Coupe schématique du « gouffre des hirondelles ».

Le gouffre mesure 333 mètres de hauteur, depuis le point le plus bas de l'entrée jusqu'au fond. Depuis le point le plus élevé de l'entrée, il mesure jusqu'à 376 mètres.
La bouche du gouffre, large de 40  à   60 m, s'évase au fur et à mesure pour atteindre 135 mètres de largeur au fond.
Ce gouffre karstique s'est formé le long d'une faille calcaire, lentement érodée par l'infiltration de l'eau.
Ce n'est pas un cénote dans la mesure où aucune nappe d'eau n'occupe le fond de sa méga-doline d'entrée.

## Notoriété
Pour le tournage du film Sanctum d'Alister Grierson sorti en 2011, l'équipe de la production s'est servi du gouffre des Hirondelles pour les décors de la grotte fictive d'Esa'ala dans laquelle se déroule l'intrigue du film.
Quelques scènes de Point Break (2015) y ont été tournées, reprenant un saut réalisé en 1993 par Patrick de Gayardon.